# Bumba (territorium)
Bumba är ett territorium i Kongo-Kinshasa. Det ligger i provinsen Mongala, i den norra delen av landet, 1 100 km nordost om huvudstaden Kinshasa.